# Julie Jamin
Pour les articles homonymes, voir Jamin.
Julie Jamin (connue aussi sous le nom de J.C.M.L. Jamin), née le 1er février 1922 et morte le 18 novembre 2017, est une joueuse de squash représentant les Pays-Bas. Elle est championne des Pays-Bas à 18 reprises, un record pour les Pays-Bas.

## Biographie
Elle commence par le tennis en 1940 et le squash en 1946 à Rotterdam. Jusqu'à son 64e anniversaire, elle joue au squash et elle finit par s'arrêter en raison de blessures.  Dans les années 1960, elle fait partie régulièrement de l'équipe masculine de première division et contribue à la promotion de cette équipe. Dans la période 1948-1967, elle est 13 fois championne de club de Victoria Tennis en tennis et était encore active dans les doubles jusqu'à un âge très avancé.
Elle vit ses dernières années en maison de retraite.

## Palmarès

### Titres
- Championnats des Pays-Bas : 18 titres (1952-1968, 1970)